# Piano dei Grilli
Piano dei Grilli este o arie protejată (arie specială de conservare — SAC, sit de importanță comunitară — SCI, arie de protecție specială avifaunistică — SPA) din Italia întinsă pe o suprafață de 1.239 ha, integral pe uscat.

## Localizare
Centrul sitului Piano dei Grilli este situat la coordonatele 37°44′42″N 14°51′14″E / 37.745°N 14.853889°E.

## Înființare
Situl Piano dei Grilli a fost declarat sit de importanță comunitară în septembrie 1995 pentru a proteja 13 specii de animale. Alte tipuri de protecție:
- arie de protecție specială avifaunistică (în decembrie 1998)[3]
- arie specială de conservare (în martie 2017)[2][4][5]

## Biodiversitate
Situată în ecoregiunea mediteraneană, aria protejată conține 8 habitate naturale: Păduri de Castanea sativa, Pseudostepă cu ierburi și specii anuale de Thero-Brachypodietea, Grohotișuri termofile și vest-mediteraneene, Lande oro-mediteraneene cu formațiuni endemice de grozamă, Păduri de pin (sub-) mediteraneene cu pini negri endemici, Păduri de Quercus ilex și Quercus rotundifolia, Păduri de stejar alb estice, Câmpuri de lavă și excavații naturale.
La baza desemnării sitului se află mai multe specii protejate de  păsări (13): Alectoris graeca whitakeri, fâsă-de-câmp (Anthus campestris), acvilă de munte (Aquila chrysaetos), caprimulg (Caprimulgus europaeus), erete de stuf (Circus aeruginosus), erete cenușiu (Circus pygargus), Falco biarmicus, șoim călător (Falco peregrinus), ciocârlie de pădure (Lullula arborea), gaia neagră (Milvus migrans), viespar (Pernis apivorus), sitar de pădure (Scolopax rusticola), mierlă (Turdus merula)
Pe lângă speciile protejate, pe teritoriul sitului au mai fost identificate 8 specii de plante, 2 specii de păsări, 3 specii de mamifere, 29 de specii de nevertebrate, 8 specii de reptile.